# Napi (Setomaa)
Pour l’article homonyme, voir Nápi (Lesbos).
Napi est un hameau de la commune de Setomaa, situé dans le comté de Võru au sud-est de l'Estonie. Avant la réorganisation administrative d'octobre 2017, il faisait partie de la commune de Misso.
En 2019, la population s'élevait à 8 habitants.

## Géographie
Napi se situe dans le sud-est du comté de Võru, près de la frontière avec la Russie, à 35 km au sud-est de Võru.